# Syagrus sancona
 (janvier 2022).
La mise en forme du texte ne suit pas les recommandations de Wikipédia : il faut le « wikifier ».
Les points d'amélioration suivants sont les cas les plus fréquents. Le détail des points à revoir est peut-être précisé sur la page de discussion.
- Les titres sont pré-formatés par le logiciel. Ils ne sont ni en capitales, ni en gras.
- Le texte ne doit pas être écrit en capitales (les noms de famille non plus), ni en gras, ni en italique, ni en « petit »…
- Le gras n'est utilisé que pour surligner le titre de l'article dans l'introduction, une seule fois.
- L'italique est rarement utilisé : mots en langue étrangère, titres d'œuvres, noms de bateaux, etc.
- Les citations ne sont pas en italique mais en corps de texte normal. Elles sont entourées par des guillemets français : « et ».
- Les listes à puces sont à éviter, des paragraphes rédigés étant largement préférés. Les tableaux sont à réserver à la présentation de données structurées (résultats, etc.).
- Les appels de note de bas de page (petits chiffres en exposant, introduits par l'outil «  Source ») sont à placer entre la fin de phrase et le point final[comme ça].
- Les liens internes (vers d'autres articles de Wikipédia) sont à choisir avec parcimonie. Créez des liens vers des articles approfondissant le sujet. Les termes génériques sans rapport avec le sujet sont à éviter, ainsi que les répétitions de liens vers un même terme.
- Les liens externes sont à placer uniquement dans une section « Liens externes », à la fin de l'article. Ces liens sont à choisir avec parcimonie suivant les règles définies. Si un lien sert de source à l'article, son insertion dans le texte est à faire par les notes de bas de page.
- La présentation des références doit suivre les conventions bibliographiques. Il est recommandé d'utiliser les modèles {{Ouvrage}}, {{Chapitre}}, {{Article}}, {{Lien web}} et/ou {{Bibliographie}}. Le mode d'édition visuel peut mettre en forme automatiquement les références.
- Insérer une infobox (cadre d'informations à droite) n'est pas obligatoire pour parachever la mise en page.

Pour une aide détaillée, merci de consulter Aide:Wikification.
Si vous pensez que ces points ont été résolus, vous pouvez retirer ce bandeau et améliorer la mise en forme d'un autre article.
Espèce
Synonymes
- Butia argentea (Engel) Nehrl.
- Calappa sancona (Kunth) Kuntze
- Cocos argentea Engel
- Cocos chiragua (H.Karst.) Becc.
- Cocos sancona (Kunth) Hook.f.
- Oenocarpus sancona (Kunth) Spreng.
- Oreodoxa sancona Kunth
- Palma sancona  (Kunth) Kunth
- Platenia chiragua H.Karst.
- Syagrus argentea  (Engel) Becc.
- Syagrus chiragua  (H.Karst.) H.Wendl.
- Syagrus ecuadorensis Becc.
- Syagrus tessmannii Burret

Syagrus sancona est une espèce de  plantes à fleurs de la famille des palmiers (Arecaceae). C'est une espèce que l'on trouve au Brésil, en Bolivie, au Venezuela, en Colombie, en Équateur et au Pérou.

## Description
Palmier de stipe simple, lise, de 10 à 30 m de hauteur et de 20 à 30 cm de diamètre. Il est considéré comme l'espèce la plus grande du genre Syagrus. Feuilles pennées avec de 9 à 18 pinnules ; ces Folioles sont disposées irrégulièrement sur le rachis par groupes de 2 à 5, formant plusieurs plans, ce qui donne un aspect plumeux caractéristique. Inflorescences à 80-200 branches. Fruits ellipsoïdes d'environ 3 cm de large. Il porte des fruits abondants entre juin et septembre. Un kilo de fruits contient environ 105 fruits et 200 graines. La germination a lieu 6 ou 8 mois après le semis. Pour accélérer le processus de germination, l'élimination du mésocarpe est suggérée.

## Distribution et habitat
Au Brésil, dans l'état de Acre, dans la forêt amazonienne en des zones de terroir ferme de várzea. Il se distribue aussi en toute la région andine jusqu'à 1.200 m d'altitude et en zones basses adjacentes.

## Usages
Les troncs sont utilisées en de nombreux endroits dans de petites constructions rurales et pour élaborer des conduites de l'eau. Ornemental, avec un grand potentiel pour une utilisation en aménagement paysager.

## Taxonomie

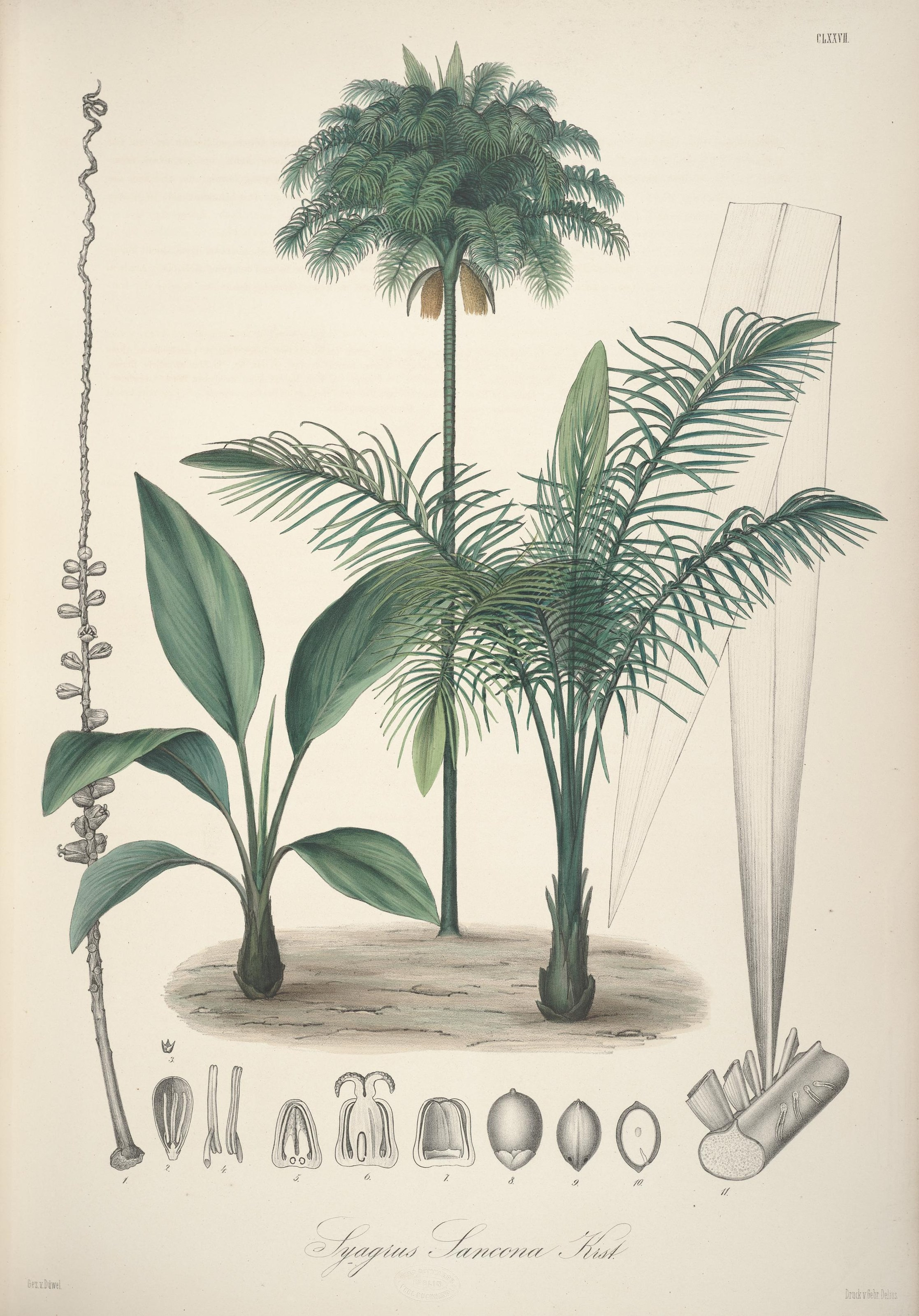
Pl. CLXXVII Florae Columbiae.

Scaphyglottis sancona a été décrite par Gustav Karl Wilhelm Hermann Karsten et publiée en Linnea 28: 247. 1857.
Étymologie
Scaphyglottis: Nom générique qui provient du grec skaphe, "concave ou creux", et glotta = "langue", en se rapportant au format de la lèvre ("labelle", en botanique) de ses fleurs.
Syagrus : nom générique d'un type de palmier d’Amérique, apparemment utilisé par Pline, mais certainement pas pour les membres de ce genre du Nouveau Monde.
Sancona : Cet épithète est une forme latinisée d'un nom aborigène pour cette espèce en Colombie.